# Rhys ap Gruffydd
Rhys ap Gruffydd (1132 – 28 aprile 1197) è stato sovrano del Deheubarth (nel Galles meridionale) dal 1155 alla sua morte.
Era il secondogenito di Gruffydd ap Rhys, principe del Deheubarth e di Gwenllian, figlia di Gruffydd ap Cynan, sorella di Owain Gwynedd.
Fu uno dei principi gallesi di maggior successo e uno dei più potenti, anche se fu costretto ad accettare la supremazia inglese, accettando il titolo di Lord invece di quelli di "Principe" o "Re" e diventando, quindi, Lord Rhys (Yr Arglwydd Rhys in gallese).

## Biografia

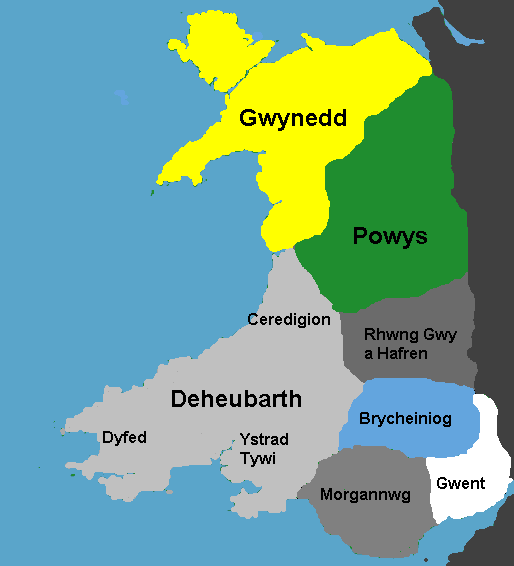
Deheubarth era uno dei tradizionali regni del Galles e la figura mostra come erano ripartiti nel 1092, alla morte di Rhys ap Tewdwr.

### La famiglia
I suoi genitori morirono nel 1136, quando egli aveva circa quattro anni. Suo fratello più anziano era Maredudd ap Gruffydd. Ebbe anche due altri fratelli, Morgan e Maelgwn, due fratellastri, Anarawd e Cadell e almeno due sorelle, Gwladus e Nest.
La leadership della famiglia fu presa da Anarawd, che nel 1143 fu ucciso a tradimento dallo zio di Rhys, Cadwaladr ap Gruffydd, fratello di Owain Gwynedd, re del Gwynedd. Owain punì Cadwaladr privandolo delle sue terre nel Ceredigion.

### Gli inizi
Cadell ap Gruffydd si pose quindi a capo della famiglia. Nel 1146 Rhys avrebbe combattuto insieme ai fratelli di Cadell e Maredudd durante l'assalto al castello di Llansteffan, al quale poi seguirono ulteriori attacchi contro i normanni nel Galles meridionale e la riconquista del Ceredigion, strappato al Gwynedd nel 1153.
Nel 1151 Cadell fu ferito e non poté più giocare un ruolo attivo, per cui, nel 1153, lasciò il trono e si recò in pellegrinaggio a Roma. Maredudd prese il potere nel Deheubarth, ma morì nel 1155, lasciando Rhys come unico sovrano.

### Sovrano di Deheubarth

Arme di Rhys ap Gruffydd

Fu più o meno in quel momento che Rhys venne a sapere che Owain Gwynedd stava cercando di riconquistare il Ceredigion. In risposta, Rhys costruì il castello di Aberdyfi.
In qualità di re, continuò a sfidare il nuovo sovrano inglese, Enrico II (regno: 1154 – 1189). Dopo alcuni successi, Rhys fu però costretto a incontrare Enrico ed a scendere a patti con lui (1158).
Rhys fu privato del Ceredigion e di altri territori, che vennero restituiti ai loro precedenti signori normanni. Nel 1162, approfittando dell'assenza di Enrico, Rhys cercò di recuperare parte delle terre perdute e conquistò il castello di Llandovery ma l'anno dopo Enrico invase il Deheubarth e Rhys fu costretto alla resa ed alla consegna di ostaggi, comprendenti probabilmente il figlio Hywel, prima di essere portato in Inghilterra come prigioniero.
Dopo un breve periodo, Enrico decise di liberare Rhys e di restituirgli parte del suo territorio, il Cantref Mawr. Insieme a Owain Gwynedd ed a Malcolm, re di Scozia, Rhys fu convocato a Woodstock per fare atto di sottomissione a Enrico.
Tuttavia, nel 1164, tutti i principi gallesi si ribellarono contro Enrico, che l'anno successivo invase il Galles. L'attacco fallì e il sovrano inglese si vendicò sugli ostaggi: Maredudd, figlio di Rhys, fu accecato. Rhys conquistò e diede alle fiamme il castello di Cardigan, rivendicando poi il Ceredigion. Nel 1167 si unì a Owain Gwynedd, attaccando poi Owain Cyfeiliog, re del Powys meridionale. L'anno dopo, i due attaccarono i normanni a Builth, distruggendo il castello. Dopo la morte di Owain Gwynedd, avvenuta nel 1170, Rhys fu riconosciuto come leader da tutti i principi gallesi e si autoproclamò "Principe del Galles meridionale".
Nel 1171 Rhys si incontrò a Newnham con Enrico II, giungendo a un accordo. Rhys pagò un tributo di 300 cavalli e di altri 4.000 capi di bestiame, ma in cambio vide riconosciute tutte le sue conquiste. Al ritorno di Enrico dall'Irlanda nel 1172, questi nominò Rhys "giustiziere (in nome del re) di tutto il Deheubarth". Quando i figli di Enrico II si ribellarono contro quest'ultimo nel 1173, Rhys mandò il figlio Hywel ad aiutare il re e poi, nel 1174, guidò personalmente un esercito nello Staffordshire per sedare definitivamente la rivolta.
Dopo la morte di Enrico II nel 1189, Rhys si ribellò contro il nuovo sovrano, Riccardo I, attaccò i lord normanni che si trovavano attorno al suo territorio ed espugnò i diversi castelli. Nel 1194 fu sconfitto in battaglia da due figli ribelli, Maelgwn e Gruffydd e imprigionato nel castello di Nevern. In seguito fu liberato dal figlio Hywel.

### La fine

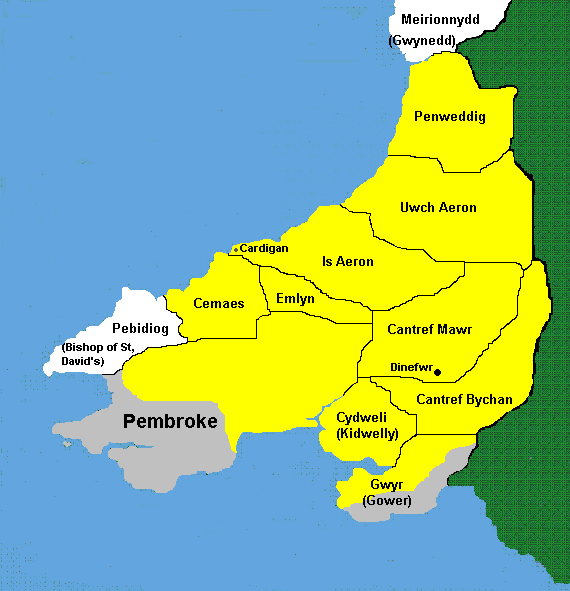
Nel 1196 Rhys controllava quasi tutto il Deheubarth, come anche rimanente parte del Galles meridionale attraverso principi suoi vassalli. Le restanti parti del Deheubarth, ancora in mano normanna, sono segnate in grigio..

Rhys lanciò la sua ultima campagna contro i normanni nel 1196, conquistando molti castelli, compresi quelli di Carmarthen, Radnor e Painscastle. L'anno seguente Rhys morì inaspettatamente e fu sepolto nella cattedrale di san David.
Sebbene Rhys avesse nominato come successore il figlio Gruffydd, il Deheubarth fu diviso tra i numerosi figli del sovrano defunto e non ebbe mai più il potere che aveva avuto con Rhys.
La figlia di Rhys, Gwenllian, sposò Ednyfed Fychan, siniscalco del Gwynedd. Fu attraverso questa unione che Rhys divenne un antenato della dinastia Tudor.